# 제천역
제천역(Jecheon station, 堤川驛)은 충청북도 제천시에 위치한 중앙선과 태백선의 철도역으로 중앙선과 태백선이 분기한다. 충북선을 경유하는 대부분의 여객열차가 이 역에서 시·종착한다.
현재 여객열차는 평일 56편, 휴일 58편 정차하며, 단양, 영월 지역의 시멘트 화물 운송 중계 및 태백 지역의 석탄 화물운송 중계가 큰 비중을 차지한다. 2006년 일일 평균 승하차 인원은 약 3,380명(27위)이고, 화물 수송 톤키로는 약 33,379,000톤km이다. 서울로 가는 여객열차는 서울행은 1회이며 나머지는 모두 청량리역 착발 열차다. 2014년 5월 1일부터 충북도민의 충북선 이용 및 KTX•SRT 오송역 환승 편의를 위하여 동대구역~대전역~(충북선 경유)~제천역~영주역간 무궁화호가 왕복 2회 편성되었다. 인근에 제천기관차승무사업소 등의 사업소와 한국철도공사 충북본부, 그리고 대전철도차량정비단 동력차정비센터가 있다.
2017년 11월 24일부터 2020년 5월 28일까지 임시역사에서 영업하였고, 2021년 1월 5일에 개통 된 중앙선 서원주~ 봉양 구간 복선 전철화로 KTX-이음이 운행중이다. 2020년 5월 29일 신역사가 완공 이전되어 임시 역사는 철거되고 새 주차장이 건설되었다. 무궁화호는 심야에 4편성이 주박한다. 태백선은 이 역부터 백산역까지 모두 지상 구간이다.

## 역사
- 1941년 9월 1일 : 중앙선 개통과 함께 영업 개시[3]
- 1947년 2월 1일 : 5급역으로 승격
- 1955년 12월 31일 : 태백선 개통과 함께 분기역으로 지정
- 1958년 12월 31일 : 충북선 개통과 함께 종착역으로 지정
- 1963년 5월 30일 : 4급역으로 승격
- 1971년 9월 30일 : 민수용 무연탄 도착취급역 지정[4]
- 1971년 12월 30일 : 역사신축 준공
- 1974년 5월 11일 : 민수용 무연탄 도착취급역 지정취소[5]
- 1982년 12월 15일 : 역사 증축 준공
- 2000년 1월 1일 : 지역관리역으로 변경
- 2006년 5월 1일 : 소화물취급 중지
- 2006년 7월 1일 : 조직개편으로 충북지사관할역이 됨
- 2010년 3월 31일 : 충북선 누리로 운행 개시
- 2010년 5월 : 2010년 9월 16일부터 2010년 10월 16일까지 열린 2010 제천 국제 한방 바이오 엑스포 행사를 앞두고 제천역 앞의 택시 승강장을 길이 20여m, 높이 2.78m, 폭 2.5m 규모의 승강장으로 교체[6]
- 2010년 12월 30일 : 화물 취급 중지[7]
- 2012년 9월 17일 : 충북선 누리로 운행 종료
- 2013년 4월 12일 : 중부내륙순환열차(O-Train) 운행 개시
- 2014년 5월 1일 : 충북종단열차 운행 개시
- 2014년 11월 1일 : ITX-새마을 운행 개시
- 2015년 1월 22일 : 정선아리랑열차(A-Train) 운행 개시
- 2016년 1월 1일 : 충북선 누리로 운행 재개
- 2016년 12월 9일 : 충북선 누리로 운행 종료
- 2017년 11월 24일 : 임시 역사로 이전[8]
- 2018년 3월 23일 : 중앙선 ITX-새마을 운행 재개
- 2018년 7월 1일 : 충북선 1281,1282열차 누리로 운행 개시
- 2020년 3월 2일 : 영동선 동해행 누리로 운행으로 무궁화호 전환
- 2020년 3월 3일 : 영동선 동해행 누리로 운행 개시
- 2020년 2월 3일 : 중부내륙순환열차 운행 중지
- 2020년 5월 29일: 신 역사로 이전[9]
- 2020년 6월 22일 : 원주역 ~ 제천역 간 복선 철로 시운전[10]
- 2021년 1월 5일 : KTX-이음 운행 개시
- 2022년 11월 5일 : ITX-새마을 운행 재개
- 2023년 9월 1일 : 태백선 ITX-마음 운행 개시
- 2023년 12월 29일 : 중앙선 ITX-마음 운행 개시

## 역 구조

### 승강장
3면 7선의 혼합식 승강장이 있는 역이다. 당역에서 시·종착하는 열차는 상황에 따라 바뀔 수 있다. KTX-이음 고상 승강장에는 스크린도어가 설치되어 있다.
| ↑봉양(중앙선, 충북선)       |
| \| ５４ \| ３２ \| \| \| １ |
| 단양(중앙선)↓/쌍룡(태백선)↓ |

| 1     | 충북선          | 무궁화호                                                | 충주 · 청주 · 조치원 · 대전 방면     |
| 2 · 3 | 중앙선          | KTX                                                     | 단양 · 풍기 · 부전 방면              |
| 2 · 3 | 중앙선          | ITX-새마을 · ITX-마음                                   | 영주 · 안동 · 태화강 · 부전 방면     |
| 2 · 3 | 태백선          | 무궁화호                                                | 영월 · 태백 · 동해 방면              |
| 2 · 3 | 태백선          | 정선아리랑열차                                          | 영월 · 민둥산 · 정선 · 아우라지 방면 |
| 2 · 3 | 충북선 · 경부선 | 무궁화호                                                | 청주 · 대전 · 구미 · 동대구 방면     |
| 4 · 5 | 중앙선          | KTX · 무궁화호 · ITX-새마을 · ITX-마음 · 정선아리랑열차 | 원주 · 양평 · 청량리 방면            |

## 역 주변
- 화산초등학교
- 남당초등학교
- 제천종합운동장
- 제천학생회관
- 한국철도공사 충북본부
- 한국철도공사 대전차량정비단
- 제천기관차승무사업소

## 관련 문화
- 제천역 가락국수가 유명하였다. 제천역에서 충북선-중앙선-태백선 간의 환승이 이루어지는 특성상, 대전역과 같이 빨리 주문하여 빨리 먹을 수 있는 가락국수가 유행하였다.
- 1박 2일 최초의 낙오 사건이 이 역에서 발생하였고, 낙오자는 김종민이었으며, 당시 메인 PD였던 이명한과 카메라맨 2명도 김종민과 함께 이 역에 낙오되었다.
- 영화 불량남녀에서의 두 노인이 택시를 탄 장면에서 이 역이 나온다.

## 사진

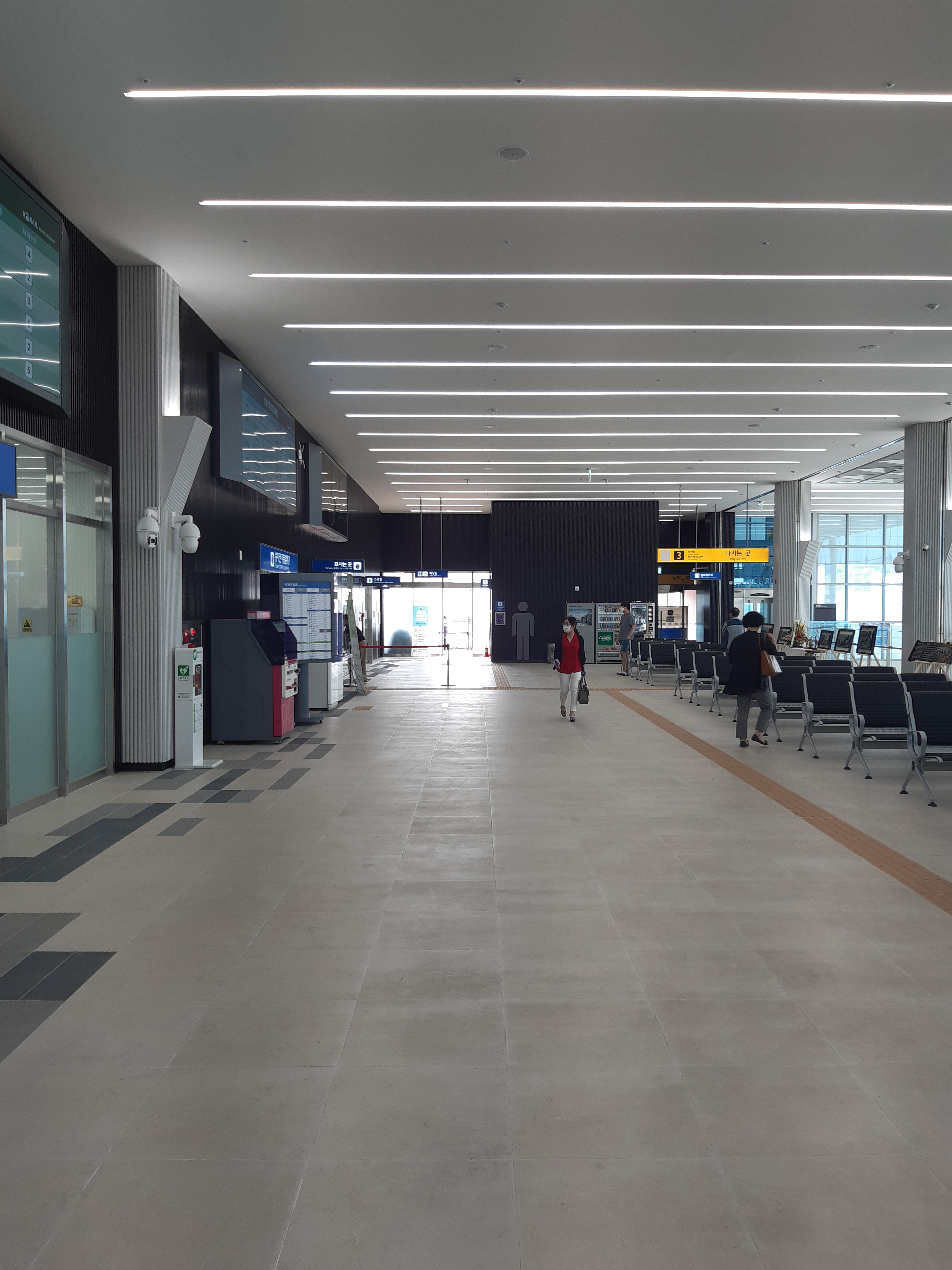
제천역 대합실
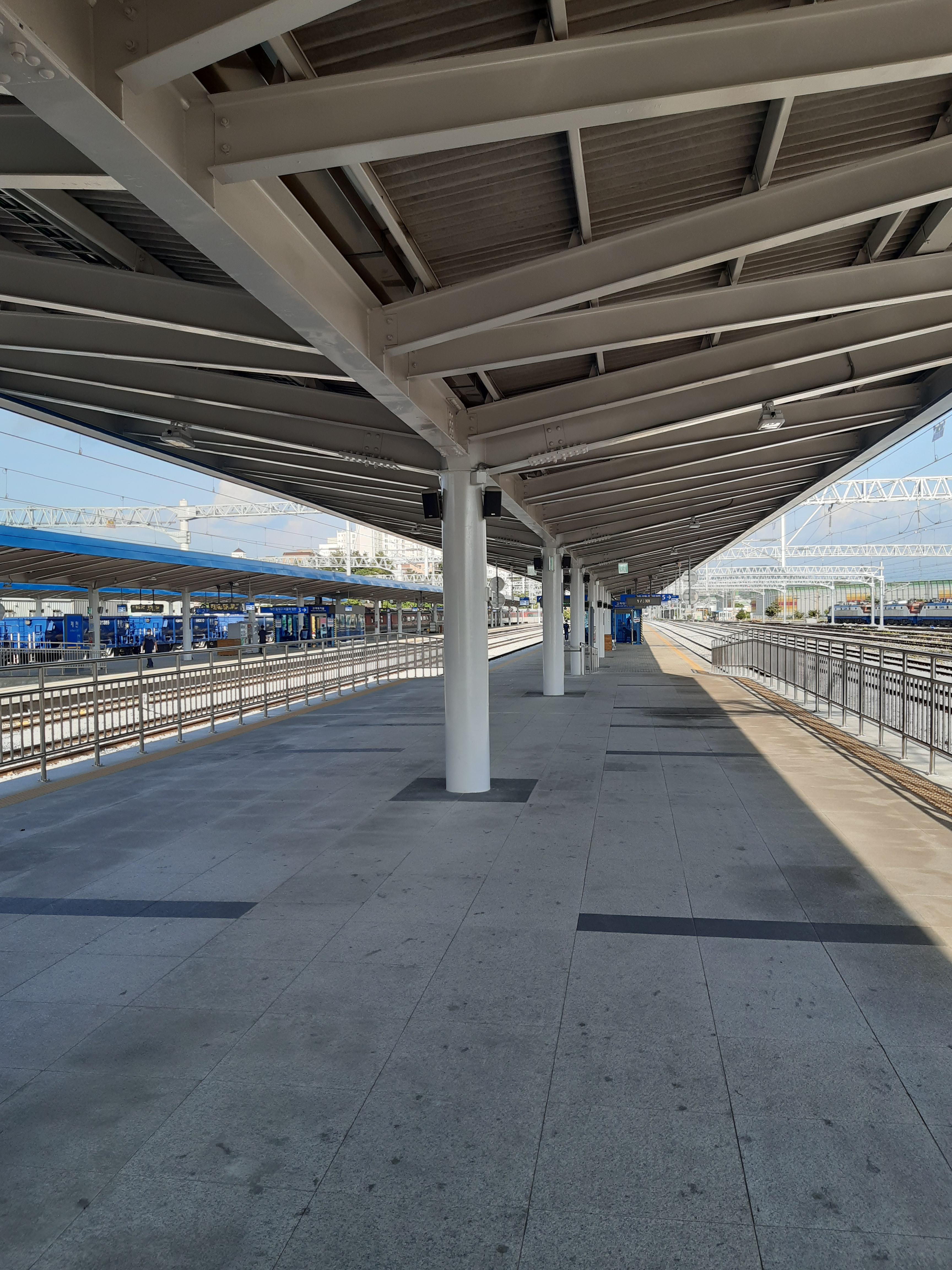
고상홈 승강장

## 구 역사

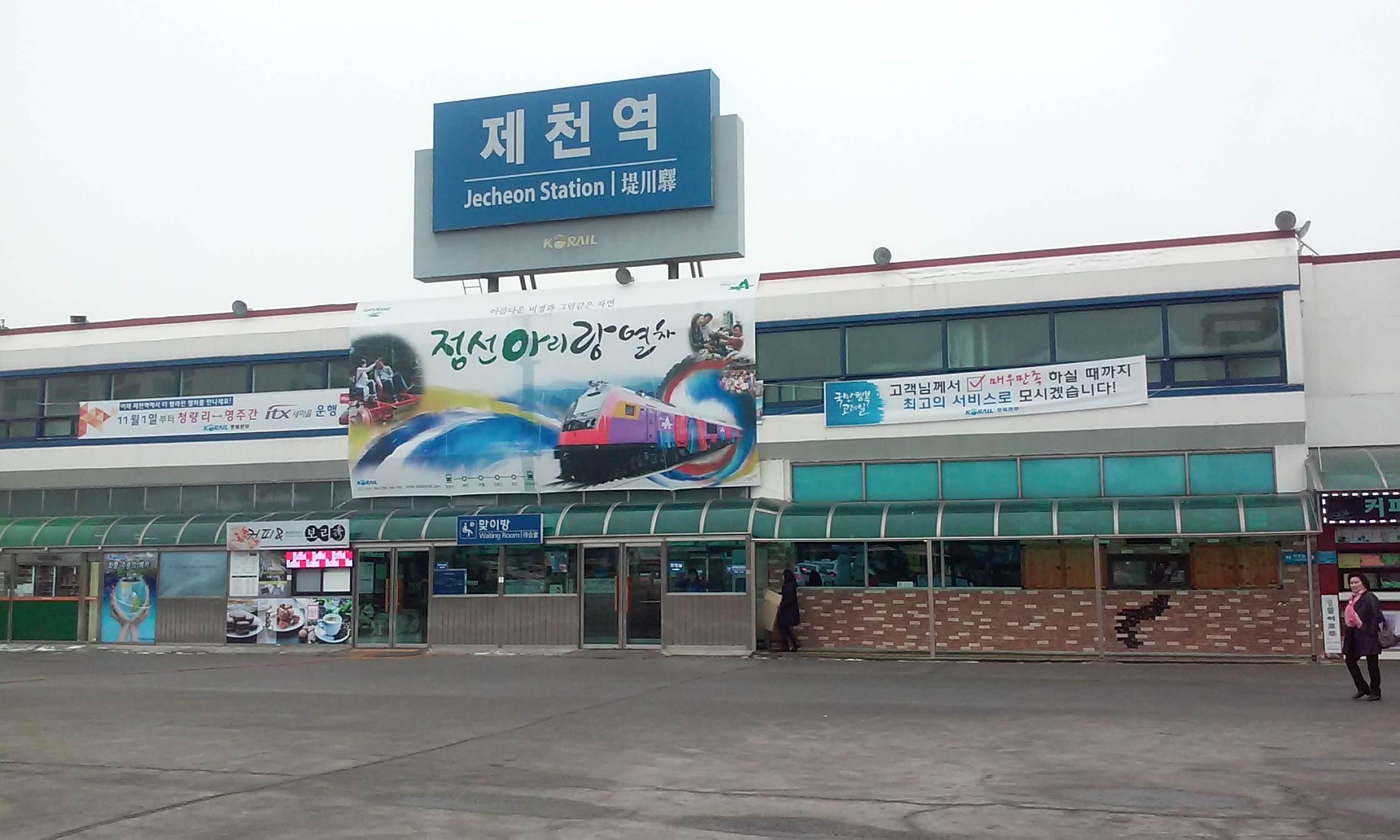
제천역 구 역사
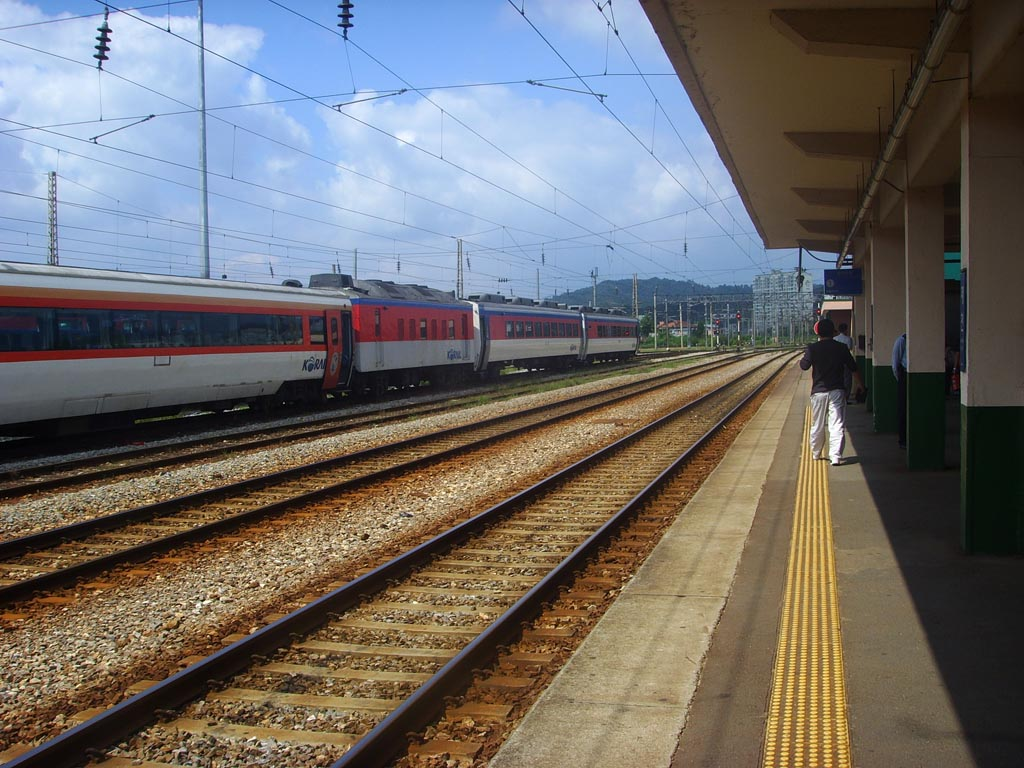
제천조차장 방면 구 승강장

## 인접한 역
| 중앙선             | 중앙선                            | 중앙선             |
| ------------------ | --------------------------------- | ------------------ |
| 원주 서울 방면     | KTX 중앙선                        | 단양 부전 방면     |
| 봉양 청량리 방면   | ITX-새마을 중앙선                 | 단양 부전 방면     |
| 원주 청량리 방면   | ITX-마음 중앙선                   | 단양 부전 방면     |
| 봉양 청량리 방면   | 무궁화호 중앙선                   | 시·종착역          |
| 봉양 대전▪서울방면 | 무궁화호 충북선 · 중앙선          | 시·종착역          |
| 삼탄 동대구 방면   | 무궁화호 경부선 · 충북선 · 중앙선 | 단양 영주 방면     |
| 태백선             |                                   |                    |
| 원주 청량리 방면   | ITX-마음 태백선                   | 영월 동해 방면     |
| 원주 청량리 방면   | 무궁화호 영동선 · 태백선          | 쌍룡 동해 방면     |
| 원주 청량리 방면   | 정선아리랑열차                    | 영월 아우라지 방면 |

## 사건 사고
- 제천역 구내 열차 추돌 사고